# Freden i Nijmegen
Freden i Nijmegen var egentligen en rad olika fredsavtal, som slöts som avslutning på fransk-nederländska kriget.
1678 slöts fred mellan Spanien och Frankrike, samt mellan Nederländerna och Frankrike. För de svenska fredsavtalen som slöts 1679 i Nijmegen, se:
- Första freden i Nijmegen
- Andra freden i Nijmegen
- Tredje freden i Nijmegen